# Jepara (Bubutan)
Jepara is een bestuurslaag in het regentschap Soerabaja van de provincie Oost-Java, Indonesië. Jepara telt 22.226 inwoners (volkstelling 2010).